# 91 يوما
91 يوما (بالإنجليزية: 91 Days) هي سلسلة أنمي تلفزيونية يابانية. تدور حول عصر الحظر، السلسلة تتبّع أنجيلو لاغوسا وسعيه للانتقام ضد عائلة فانيتي. تمّ بث السلسلة من 9 يوليو 2016 إلى 1 أكتوبر 2016. تم إضافة حلقة أخرى في 5 يوليو 2017.

## الحبكة
يتم تعيين القصة في المدينة من الخارجين عن القانون، إلينوي أثناء الحظر، حيث صناعة الخمور تُهيمن على السوق السوداء. أنجيلو لاغوسا، الشاب الذي قتلت عائلتهُ في صراع المافيا، يسعى للانتقام ضد عائلة فانيتي خاصة فنسنت فانيتي. بعد سبع سنوات الاختباء بعد ليلة الجريمة، أنجيلو يتلقّى رسالة من مجهول من صديق والده، مما دفعه إلى العودة إلى انتقامه. تحت اسم أفيليو برونو، ويبدأ في التسلل ببطء لعائلة فانيتي محاباةً  للابن نيرو. ومع ذلك، فقصة 91 يوما هي قصة الانتقام والقتل وتسفر عن عواقب وخيمة. كيف تسير علاقة أنجيلو لاغوسا ونيرو فانيتي؟ وهل سينتقم أنجيلو من كل عائلة فانيتي؟.

## الإنتاج
أعلن عن الأنمي في مارس 2016. وهو من إخراج هيرو كابوراغي وكتابة تاكو كيشيموتو، مع تحريك استوديو شوكا. توموهيرو كيشي قام بتصميم الشخصيات، شوغو كايدا اهتمّ بانتاج الموسيقى. شارة البداية «إشارة»، يؤديها TK from Ling tosite sigure، في حين أن شارة النهاية «المطر أو أشعة الشمس»، تؤديها إليسا.

## البث
عرضت السلسلة لأول مرة في 9 يوليو 2016 على تي بي إس كما بثت على فقرة أنيميزم على إم بي إس سي بس سي و بي إس-تي بي إس.
السلسلة مرخصة كذلك في أمريكا الشمالية من قبل فنميشن. في حين طلب تدفق الفيديو في موقع كرانشي رول.

### قائمة الحلقات
| رقم. | العنوان                                                                             | تاريخ العرض الأصلي |
| ---- | ----------------------------------------------------------------------------------- | ------------------ |
| 1    | "ليلة جريمة القتل" "Satsujin no Yoru" (殺人の夜)                                    | 9 يوليو 2016       |
| 2    | "شبح البُطلان" "Itsuwari no Gen'ei" (いつわりの幻影)                                 | 16 يوليو 2016      |
| 3    | "آثار وقع الأقدام" "Ashioto no Ikisaki" (足音の行先)                                | 23 يوليو 2016      |
| 4    | "خسار إلى الفوز، وما يعقب ذلك" "Makete Katte, Sono Ato de" (敗けて勝って、その後で) | 30 يوليو 2016      |
| 5    | "الدماء تتطلب الماء" "Chi wa Chi o Yobu" (血は血を呼ぶ)                             | 6 أغسطس 2016       |
| 6    | "ذبح الخنزير" "Buta o Koroshi ni" (豚を殺しに)                                      | 13 أغسطس 2016      |
| 7    | "لاعب مسكين" "Aware na Yakusha" (あわれな役者)                                      | 20 أغسطس 2016      |
| 7.5  | "شمعة موجزة" "Mijikai Rōsoku" (短いローソク)                                        | 27 أغسطس 2016      |
| 8    | "خلف الستارة" "Tobari no Kage" (帳の陰)                                             | 3 سبتمبر 2016      |
| 9    | "رغبات عميقة سوداء" "Kurozun da Yabō" (黒ずんだ野望)                                | 10 سبتمبر 2016     |
| 10   | "برهان على حسن النيّة" "Seijitsu no Akashi" (誠実の証)                               | 17 سبتمبر 2016     |
| 11   | "ذهب كل شيء سدى" "Subete ga Muda-Goto" (すべてがむだごと)                           | 24 سبتمبر 2016     |
| 12   | "الانسلال عبر السماء الموحلة" "Yogore ta Sora o Kaikuguri" (汚れた空をかいくぐり)   | 1 أكتوبر 2016      |
| 13   | "غدا، وغدا"                                                                         | 5 يوليو 2017       |

## وصلات خارجية
- الموقع الرسمي
 (باليابانية)
- 91 يوما على موقع ANN anime (الإنجليزية)